# Мон дьо л'Анклюс
Мон дьо л'Анклюс (на френски: Mont-de-l'Enclus) е селище в Югозападна Белгия, окръг Турне на провинция Ено. Населението му е около 3400 души (2006).